# Asbach-Sickenberg
Asbach-Sickenberg település Németországban, azon belül Türingiában. Lakosainak száma 101 fő (2023. december 31.).

## Népesség
A település népességének változása:
| Lakosok száma | 107  | 97   | 92   | 102  | 99   | 101  |
|               | 2014 | 2017 | 2019 | 2021 | 2022 | 2023 |